# Guerra di Falco Nero
La guerra di Falco Nero (Black Hawk War) fu una delle guerre indiane svoltasi nel 1832 nel Midwest.
Si chiama in questo modo in onore del capo indiano Falco Nero (Black Hawk), il capo di guerra delle tribù amerinde Sauk, Meskwaki e Kickapoo, la cosiddetta British Band, che si trovava in lotta con l'esercito di terra statunitense e la milizia dell'Illinois e del Territorio del Michigan (attualmente Wisconsin) per il possesso delle terre della regione. A questa guerra, come afferma lo storico Tiziano Bonazzi, partecipò anche un giovanissimo Abraham Lincoln, in servizio nella milizia dell'Illinois.